# Rafael Lewandowski
Rafael Lewandowski (ur. 22 października 1969 w Reims) – francusko-polski reżyser, scenarzysta i producent filmowy.

## Życiorys
Urodził się w polsko-francuskiej rodzinie. Jako nastolatek wyreżyserował filmy amatorskie na Super 8. Kształcił się na paryskiej Sorbonie, gdzie zdobył licencjat na wydziale studiów kinematograficznych. W tym samym czasie zaczął pracować jako asystent i drugi reżyser na planach filmów fabularnych, reklamowych i telewizyjnych. W 1996 ukończył studia na wydziale reżyserii szkoły filmowej La fémis.
Po realizacji kilku krótkometrażowych fabuł (m.in. Dzień końca lata, Ranch w Nevadzie i Motor) zaczął kręcić filmy dokumentalne. Zadebiutował filmem Cela (1996). W 1999 nakręcił Cień na duszy, portret scenografa Willy’ego Holta, który przeżył Auschwitz. Następnie zrealizował film Przesłuchania (2000), w którym odsłonił kulisy i codzienne problemy pracy dziennikarskiej. W filmie dokumentalnym Piosenka i życie (2005) sportretował kilka dzieci byłych działaczy NSZZ „Solidarność”. W kolejnych latach stworzył jeszcze filmy: Bye, Bye Dublin! (2010), Minkowski / Saga (2013) i Z dala od orkiestry (2017).
Wyreżyserował również kilka dokumentów o kreacji artystycznej: W cieniu Don Giovanniego (2003), Po drugiej stronie płótna (2004) i Sztuka milczenia (2009).
Jego debiutem fabularnym był film Kret (2010), który miał premierę na 36. Festiwalu Polskich Filmów Fabularnych w Gdyni.
Od 1995 jest prelegentem na warsztatach filmowych, realizowanych m.in. dla La Fémis, francuskiego Ministerstwa Spraw Zagranicznych, Ateliers Varan, APCVL, Cinémathèque Française, Francuskiego Instytutu Kultury w Tunisie, szkoły ALBA w Bejrucie, Szkoły Telewizyjnej Lillehammer czy Uniwersytetu Warszawskiego.
Jest ekspertem Polskiego Instytutu Sztuki Filmowej, Mazowieckiego Funduszu Filmowego i Silesian Film. Przewodniczy lub zasiada w jury wielu festiwali (II Warszawski Festiwal Filmów o Tematyce Żydowskiej, Łódzki Festiwal Filmów Szkolnych 2012, Konkurs Filmów Krótkometrażowych Festiwalu Filmu Polskiego w Gdyni 2013, Akademia Młodego Kina Polskiego „Off” 2013). Od 2015 jest patronem międzynarodowego festiwalu francuskojęzycznych filmów krótkometrażowych FrankoFilm, Zielona Góra.
W 2011 otrzymał Paszport „Polityki” w kategorii Kina. W 2015 został Kawalerem Orderu Sztuki i Literatury.